# الرميلة (سيدي بوعثمان)
الرميلة هي إحدى مشيخات المملكة المغربية، تتبع جغرافيا لإقليم الرحامنة وإداريًا لسيدي بوعثمان. يقدر عدد سكانها بـ 10805 نسمة حسب الإحصاء الرسمي للسكان والسكنى لسنة 2004.